# Luis Díaz (kierowca wyścigowy)
Luis Díaz (ur. 1 grudnia 1977 roku w Meksyku) – meksykański kierowca wyścigowy.

## Kariera
Díaz rozpoczął karierę w międzynarodowych wyścigach samochodowych w 1997 roku od startów w Meksykańskiej Formule 3, gdzie jednak nie zdobywał punktów. W późniejszych latach Meksykanin pojawiał się także w stawce Indy Lights Panamericana/Fórmula de las Américas, Indy Lights, Atlantic Championship, Champ Car, Grand American Rolex Series, Indy Car, A1 Grand Prix, American Le Mans Series, Intercontinental Le Mans Cup, 24-godzinnego wyścigu Le Mans, FIA World Endurance Championship oraz United Sports Car Championship.

## Wyniki w 24h Le Mans
| Rok  | Zespół              | Partnerzy                       | Samochód    | Klasa | Okr. | Poz. | Klasa Pos. |
| ---- | ------------------- | ------------------------------- | ----------- | ----- | ---- | ---- | ---------- |
| 2012 | Level 5 Motorsports | Scott Tucker Christophe Bouchut | HPD ARX-03b | LMP2  | 240  | NU   | NU         |